# Фокал
Фокал (енгл. FOCAL) је предлог свемирског телескопа који би користио Сунце као гравитационо сочиво. Ову мисију је први предложио проф. Вон Есхлеман,‍:3 а детаљно разрадио италијански астроном Клаудио Маћоне.
Да би се Сунце искористило као гравитационо сочиво, било би неопходно послати телескоп на даљину од 550 астрономских јединица од Сунца‍:4–7, што би омогућило изузетна увећања: на пример, на таласној дужини од 203GHz, појачање сигнала од 1.3·1015 пута. Ово би било довољно да се сниме детаљне слике површина екстрасоларних планета.
Чак и без коришћења Сунца као сочива, Фокал би могао обавити разна, иначе немогућа мерења: оптички телескоп могао би се искористити за мерење даљина звезда паралаксом, што би, уз базну линију од 550АЈ, омогућило прецизно одређивање положаја сваке звезде у Млечном путу‍:18 а што би омогућило бројна даља научна открића.‍:18–22 Такође би могао да изучава међузвездани медијум‍:22, хелиосферу‍:27, осматра гравитационе таласе‍:25, провери варијацију гравитационе константе‍:25, осмотри инфрацрвену позадину‍:26, карактерише међупланетарну прашину унутар Сунчевог система‍:27–28, прецизније измери масу Сунчевог система‍:26 и слично.

## Ограничења
Фокал не захтева ни једну још непостојећу технологију, али ипак има разна ограничења. Свемирска мисија оволиког трајања и на ову даљину још никада није била покушана. Гравитационо сочиво искривљује објекте иза себе, тако да би снимке телескопа било тешко интерпретирати. Фокал би могао да посматра само оно што му се налази тачно иза Сунца, што значи да би се за сваки осмотрени објекат морао правити нови телескоп.‍:33